# Massanes (Hiszpania)
Massanes – gmina w Hiszpanii, w prowincji Girona, w Katalonii, o powierzchni 25,93 km². W 2011 roku gmina liczyła 711 mieszkańców.